# إدوين د. باتريك
إدوين د. باتريك (بالإنجليزية: Edwin D. Patrick)‏ هو عسكري أمريكي، ولد في 11 يناير 1894 في تل سيتي في الولايات المتحدة، وتوفي في 14 مارس 1945 في رودريغيز في الفلبين.